# Missväxt
Missväxt är när skörden slår fel och blir betydligt lägre än förväntat. I de gamla jordbrukssamhällena riskerade missväxt, åtminstone om den inträffade mer än ett år i rad, att leda till hungersnöd eller svält. Orsaker till missväxt kan vara ogynnsam årsmån, det vill säga olämpliga väderförhållanden under växtsäsong eller skörd. Även epidemier av växtsjukdomar eller växtparasiter, eller brist på arbetskraft orsakad av sjukdomar eller krig.
Missväxt har ibland lett till emigration bland fattig landsbygdsbefolkning för att undvika svälten. Ett exempel är epidemin av potatispest på Irland under 1840-talet, som ledde till den stora svälten på Irland och emigration till USA. Den stora emigrationen från Sverige under åren 1868–1870 och 1880–1894 och 1902–1903 var inte orsakad av missväxt.

## Konsekvenser
Missväxt kan leda till a. lägre födelsetal b. minskat antal äktenskap c. högre dödstal. 
Exempel på detta i Sverige är:
| Period    | Konsekvenser |
| --------- | ------------ |
| 1761–1764 | b, c         |
| 1780–1783 | a,b,c        |
| 1798–1800 | a,b,c        |
| 1867–1869 | a,b          |

Svält i samband med missväxt är dock en historisk företeelse så länge världshandeln tillåts fungera.[källa behövs]
T.ex. Sverige hade 2010 missväxt men växtavel och möjligheten till matimport gjorde att missväxten passerade obemärkt för gemene man.

## Missväxter i Sverige & Finland
- 1580 i Finland[5]
- 1691-1602 [5]
- 1635[5]
- 1656[5]
- 1710[5]
- I augusti 1696 var det två väldigt kalla frostnätter som förstörde grödan och Sverige och Finland upplevde svält till följd. Finland beräknas ha förlorat en tredjedel av sin befolkning till svält mellan 1696 och 1697 innan hjälp kom fram från mindre påverkade delar av landet.[6][5]
- Missväxtåren 1716–1718 i Sverige och Finland då tiotusentals, kanske över 100 000, personer miste livet.[7]
- I tidigt 1770-tal var det missväxt i Sverige och Finland och mellan 75 000[8] och 100 000[9] dog till följd av svälten.
- Missväxtåren 1867–1869 i Sverige och Finland